# Solitaire (Windows)
Pour les articles homonymes, voir Solitaire.
Solitaire est une adaptation informatique pour les PC du jeu de cartes et de patience du même nom, distribué avec le système d'exploitation Windows.

## Histoire
Microsoft a distribué ce jeu avec son système d'exploitation Windows depuis la version 3.0 en 1990. Le programme a été développé en 1989 par leur stagiaire Wes Cherry, qui est connu pour ne pas avoir reçu de redevances pour son travail. Sur Windows XP et ses versions antérieures, le dos des cartes représente des œuvres dessinées par Susan Kare, une pionnière du concurrent Macintosh.
Microsoft a conçu le jeu de cartes Solitaire « pour soulager les gens intimidés par le système d'exploitation » à une époque où peu d'utilisateurs étaient familiers des interfaces graphiques. Selon la firme de Redmond, ce jeu permet de familiariser les utilisateurs avec l'utilisation d'une souris, et notamment la technique du glisser-déposer nécessaire pour déplacer les cartes.
La perte de productivité des salariés jouant au Solitaire est devenue une réelle préoccupation, ce dernier étant considéré comme un « classique » de Microsoft Windows. En 2006, un employé de la ville de New York a été licencié après que le maire Michael Bloomberg l'a vu en train de jouer au solitaire sur son ordinateur de travail.
Pour fêter dignement le quart de siècle du Solitaire, Microsoft a organisé en 2015 un grand tournoi mondial avec la possibilité pour le public de participer, et venir se frotter aux meilleurs Solitaires du monde.

## Caractéristiques
Depuis Windows 3.0, il est possible de choisir le design du dos des cartes, si une ou trois cartes sont tirées depuis la pioche, de paramétrer le score voire le désactiver totalement. Le jeu peut également être chronométré afin d'acquérir des points supplémentaires si la partie est gagnée.
Les versions de Windows Vista et de Windows 7 intègrent des statistiques sur le nombre et le pourcentage de parties gagnées. Elles permettent aussi d'enregistrer des parties inachevées.
Solitaire n'est pas inclus dans le système d'exploitation Windows 8, mais le jeu Microsoft Solitaire Collection est téléchargeable gratuitement sur le Microsoft Store. 
Il réunit cinq jeux de cartes, des défis du jour, peut se connecter au Xbox Live et obtenir des succès Xbox. Le jeu contient des publicités que l'on peut retirer avec un abonnement mensuel payant. Le jeu est également disponible sur Windows 10 (où le jeu s'installe automatiquement lors des mises à jour du système) et Windows Phone/10 Mobile. Une version Android et iOS a été lancée en novembre 2016, également compatible avec le Xbox Live.